# Anthidiellum spilotum
Anthidiellum spilotum är en biart som först beskrevs av Cockerell 1920.  Anthidiellum spilotum ingår i släktet Anthidiellum och familjen buksamlarbin. Inga underarter finns listade i Catalogue of Life.